# 屯門海戰
屯門海戰是發生在1521年（明朝正德十六年）8月下旬至9月間，由時任廣東海道副使的汪鋐，率領明军水師在屯門地區击败 （葡萄牙）舰队。这是中國首次與歐洲國家的军事對抗，以明朝獲勝而告終。

## 屯門辨析
根據明朝郭棐所著的《粵大記》中，書末附有的《廣東沿海圖》，詳細記錄廣東沿海包括今日香港的重要聚落名稱，例如將軍澳、黃泥涌、赤柱及稍箕灣（筲箕灣）等，具有重要的研究價值。
《廣東沿海圖》修於明萬曆五年(1577年)，距屯門海戰時間不遠，可以引証明朝所指的屯門，其地理位置正是現今香港新界的屯門，而右邊的「聖山」就是今天的青山。
「屯門島」又叫貿易島，但在中國典籍中並無此名，是葡萄牙人佔據小島後，向當地人詢問當地地名後，給自己佔據的小島起的名字，葡萄牙歷史文獻記為。
1. 「屯門島」有可能是指未填海前的青山半島，古人很多時將半島直接說成島，亦可能是灣中的小島，即今日天后路旁的一個小山丘。
2. 或香港大嶼山，因為大嶼山西南有一小漁村叫大澳，而旁邊有一小島。在鎮上有一地名叫番鬼塘，因此有人猜测葡萄牙人曾於該島建立據點。此外，屯門可能泛指今天的屯門和赤臘角一帶，因為赤鱲角和對岸的東涌一直到清時仍是珠三角的海關及軍事据點。
3. 「屯門島」亦可能指的是内伶仃島，距今深圳南頭約9公里。
4. 又或是大鏟島，在今深圳赤灣西北3海里處，兩處均非常靠近明代的南頭。

## 背景

### 葡萄牙人到達東方
1492年，隨著新大陆的發現及欧洲重商主義的發展，一些欧洲君主制國家開始更多的尋求海外市場。在此間，他們多採取了海盜式的殖民擴張。中國當時對西方了解甚少，爲了同東夷的倭寇相區別，稱其為「番夷」。
1493年（明孝宗弘治六年），一批番夷侵擾東莞守禦千所的領地（今深圳及香港沿海）。東莞守禦千戶所千戶袁光率兵圍剿，在岑子澳與番夷遭遇，戰鬥中中彈身亡。當時並不清楚這些人的國籍，從當時的背景來看，他們很可能是葡萄牙人。此後，中國沿海及船隻受到的侵擾越來越多。
1508年（明武宗正德三年），葡國將領薛奎羅率領船隻從里斯本向東方世界行駛，其任務之一乃奉葡萄牙國王曼紐爾一世之敕令、前往收集中國情報，但在行至滿剌加（今馬來西亞馬六甲）期間，便因其惡劣行徑而遭致當地居民的不滿與痛擊，從而被逼返航逃離。1511年8月24日，葡人阿方索·德·阿布奎在遭受到同樣的激烈抵抗後，決定直接佔領滿剌加，使其變成葡萄牙在亞洲的中轉站。

### 佔領屯門地區
1513年（明正德八年），葡萄牙航海家歐華利（Jorge Álvares）率一支船隊行經珠江口沿岸一帶，提出登陸及貿易通商之要求，但未獲朝廷接納，唯有在水面上與華民商人直接交易。同年，葡國上將薛奎羅率領商船、強行登陸「屯門海澳」，並於岸邊探查據點，修築工事，設刑場，製火器，刻石立碑以示佔領。

### 明朝政策變化
明代基本上是禁止海外貿易，明初對於朝貢的國家有明確的時間間隔及停泊地等規定。1514年（明武宗正德九年），廣東右布政使吳廷舉擅立《番舶進貢交易之法》，外國商船來華時間不受限制，一到廣東即可上稅及賣貨。此法一出，外國商船接踵而來。朝廷官員認爲吳延舉應負責任，但朝廷並未追究吳延舉，也沒有干預葡萄牙商船。及後朝廷官員認爲佛朗機人擾民甚重，要求驅逐葡萄牙人。1520年（明正德十五年），御史丘道隆及御史何鰲都曾向明武宗上奏要求驅逐佛朗機人，但由於正德皇帝對佛朗機人有好感而不了了之，直到1521年明世宗繼位，他們的奏摺才有下文。

### 葡萄牙帝國與明朝建立關係
1515至1517年（明正德十年至十二年）間，侵佔滿剌加的葡人若熱·德·阿爾布克爾克（Jorge D'Albuquerque）派遣拉斐尔·佩雷斯特雷洛到中國進行貿易。1517年6月17日，費爾南·佩雷茲·德·安德拉德等載葡萄牙使者皮莱资駕八艘船前往中國，于8月15日抵達“屯門島”。當他們再北上時，遭到明水師阻攔，但葡人恃船堅炮利，強行進入珠江内河，到達廣州懷遠驛（今十八甫一帶）。葡人知道中國人憎惡佛朗機人，於是假扮成穆斯林，並宣稱是向中國進貢的。兩廣總督陳金得知後，先安排他們在懷遠驛住下，並發現他們並非穆斯林，也沒有使節證明文件，而佛朗機亦不是歷來進貢的國家。於是安排他們到光孝寺學習中國禮儀，同時將此事上奏朝廷。
1518年（明正德十三年）正月，朝廷答覆，把葡萄牙人帶來的特產按市價折成銀兩，使節進京洽談，請其餘船隻、人等立即返回。葡人沒有按照明政府要求離開，而是退出廣州，企圖攻佔南山半島(今深圳市南山區蛇口)，但由於明朝駐軍太多未能得逞。然後他們退至「屯門島」，安營扎寨142，做更多的軍事準備。此後，葡人又在「屯門海澳」及「葵涌海澳」（今香港青衣島、葵涌一帶）探查據點，製火器142，立石碑，燒殺掠奪。當地居民怨聲載道，紛紛向官府告狀，並要求遷移至別處躲避佛朗機人的欺凌。8月，若熱·德·阿爾布克爾克派西芒·德·安德拉德換其兄費爾南·佩雷茲·德·安德拉德到滿剌加，大部分人都還留在「屯門島」。
葡人眼見這樣拖下去無法見到中國皇帝，於是就賄賂廣東的地方官吏。此法立即奏效，在1519年（明正德十四年）底，朝廷允許他們到北京朝見。1520年（明正德十五年）1月，皮莱资終於從廣州啓程，他事先已買通宦官得知明武宗在南京遊玩，趕了四個月的路到達南京。明武宗知道佛朗機使者到達南京卻不急於召見，而是自行返回北京，並告知皮莱资到北京朝見。1521年（明正德十六年）1月，皮莱资抵達北京。皮莱资到北京後，又到處拉關係，行賄，並讓自己的翻譯火者亞三勾結武宗身邊的佞臣江彬。火者亞三教明武宗學習葡萄牙語取樂，可以經常接觸到明武宗，但他依仗明武宗及江彬的庇護經常對官員無禮冒犯。主管外國進貢等事宜的四夷舘主客主事梁焯對不按規矩行禮的火者亞三施以杖刑，江彬得知後大罵梁焯，並向明武宗告狀。但朝中憎惡江彬及火者亞三品行的人很多，又有朝中重臣幫梁焯求情，因此明武宗並未治梁焯的罪。而在廣東的葡人也因皮莱资進京而開始更加肆無忌憚。

### 明世宗改變對佛朗機人態度
1521年4月20日，明武宗病逝，張皇太后當天就根據群臣意見殺了江彬，後又將火者亞三處死，並下詔不許佛朗機進貢。
七月，廣東官員報，一批葡人到廣州要求進行貿易，廣東官員的意思是滿足他們的要求，禮部認爲葡萄牙人假借使者之名挾貨通市，在廣東沿海屯駐過久，有所窺伺，兵部亦持類似觀點。因此兵部與禮部都認爲應當拒絕其要求，並應當驅逐。
明世宗根據江彬及火者亞三的表現及禮部與兵部的態度，下令官員儘快驅逐佛朗機人，並不許再次入境。

## 屯門海戰過程

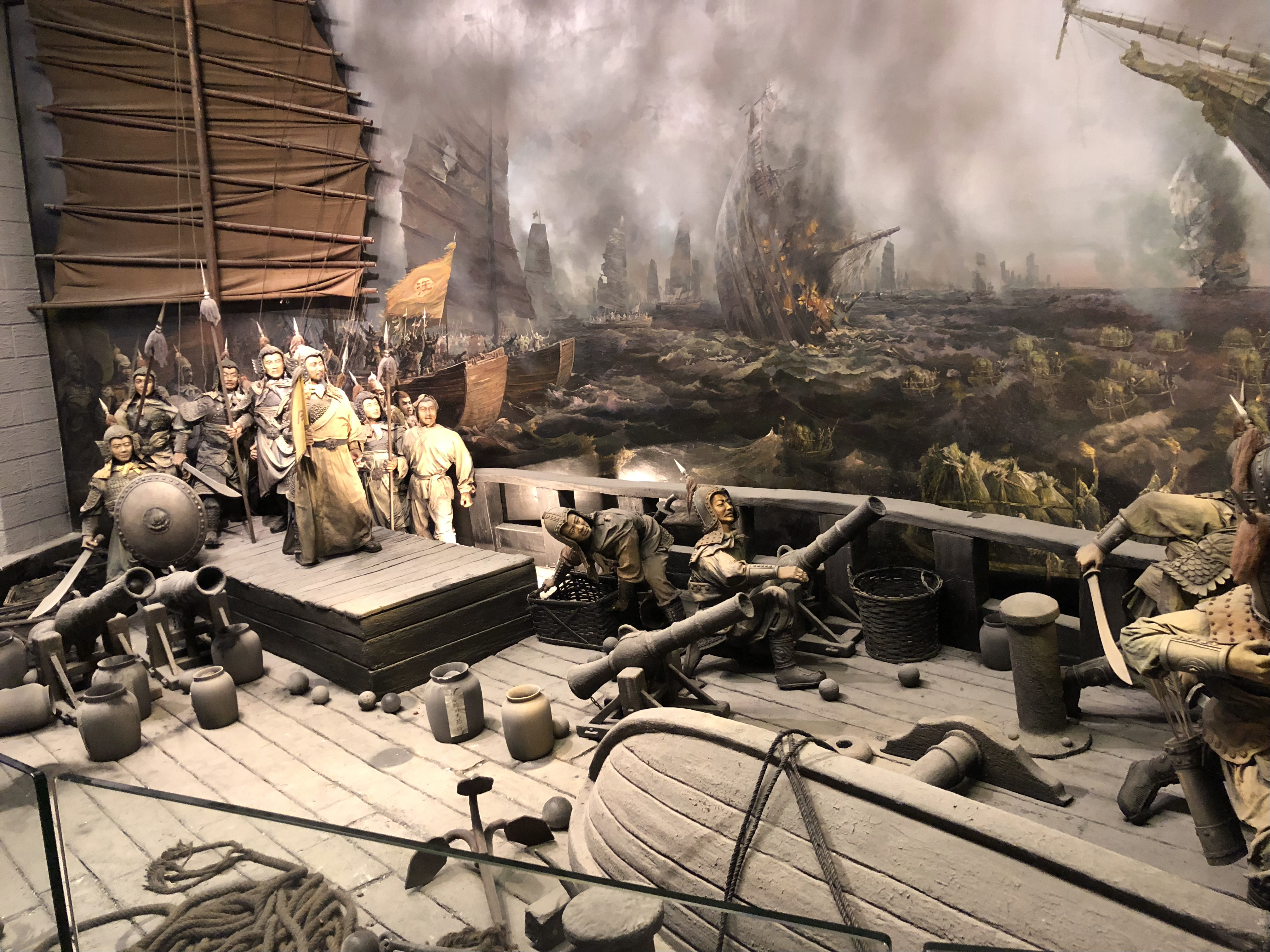
屯门海战复原场景。深圳博物馆

1521年（明正德十六年）八月下旬（此時嘉靖皇帝已繼位），時年56歲的廣東海道副使汪鋐奉命驅逐佛朗機（葡萄牙）人。此時葡萄牙人由阿爾瓦雷斯（Pedro Álvares）率領，已佔據屯門島附近若干年，不久前又新加入了迪奧哥卡爾佛的一艘大海船。汪鋐已料到葡萄牙人不肯輕易離開，因此先加強了軍事力量，汪鋐主要的備戰措施如下：
- 加強了南頭寨及東莞守禦千所的兵力；
- 收集戰船及漁船，以備軍用；
- 加強保家衛國的宣傳，組織兵力；
- 在望族鄉紳吳瑗、鄭志銳的幫助下，招募民兵，並詢問海情；
- 探知葡萄牙人的戰船體形巨大，火砲射程遠，命中率高。

在完成備戰後，汪鋐對葡萄牙人宣詔，要求葡人儘快離去，但葡人對此並不理會。於是汪鋐派軍隊驅趕葡人，遇到武裝抵抗。汪鋐親率軍民猛攻葡人船隊，此時又有科埃略（葡萄牙語：Duarte Coelho）及雷戈（Ambrocio do Rego）各帶兩艘大船前來援助葡人，明軍終因葡人火砲猛烈而敗陣。
明朝海道副使汪鋐通過在葡萄牙人船上的中國水手，得到了佛朗機炮和蜈蚣船的資料。《殊域周咨錄》紀載：「有東莞縣白沙巡檢何儒，前因委抽分，曾到佛朗機船，見有中國人楊三、戴明等，年久住在彼國，備知造船、鑄銃及製火藥之法。鋐令何儒密遣人到彼，以賣酒米為由，潛與楊三等通話，諭令向化，重加賞齎，彼遂樂從。約定其夜，何儒密駕小船，接引到岸，研審是實，遂令如式製造。鋐舉兵驅逐，亦用此銃取捷。奪獲伊銃大小二十餘管。」
汪鋐在第一次進攻失敗後，新制定了作戰計劃。準備了一些裝滿油料和柴草的小舟，待一天刮起很大的南風，汪鋐率軍士4000眾，船隻50餘再次攻打葡人船隊。先將一些填有膏油草料的船隻點燃，火船快速朝葡人船隻駛去，由於葡人船隻巨大，轉動速度緩慢，無法躲開火船進攻，很快燃燒了起來，葡人大亂。汪鋐又趁機派人潛入水下，將未起火的葡人船隻鑿漏，葡人紛紛跳海逃命。然後汪鋐命軍士躍上敵船與葡人廝殺，葡人大敗。最後剩下三艘大船，在9月7日趁天黑逃到附近島嶼藏身。天亮後，風向逆轉，葡人才借強勁的北風勉強逃過明軍的追擊，逃回已竊据的滿剌加。至此，中國收回被葡人盤踞的“屯門島”及經常滋擾的“屯門海澳”及「葵涌海澳」。
後來，汪鋐就使用在楊三、戴明等指導下仿製的蜈蚣船和佛朗機炮，以其人之道還治其人之身，大敗葡萄牙人，驅逐在粵葡萄牙人出境，鑿沉葡船，奪得大小火銃二十多管。
屯門海戰的勝利是來之不易的。正如《重建汪公生祠記》載：「公（汪鋐）以儒發身戎務，若非素習，壹旦挺身行陣，摧數百年未睹之強寇，豈偶然者哉！公生平忠義自許，剔歷中外，始終壹節。」 
屯門海戰，明軍驅逐佛朗機獲勝，體現了汪鋐文武兼備的才幹。汪鋐對當地天時地利、風土民情的了解，是得益於吳瑗、鄭誌銳兩位在南頭的知交。海戰中汪鋐的表現，鄭誌銳回憶中曾如是說：「公（汪鋐）為統制，不事威刑，士有死事者，厚恤其家，所俘獲，悉以賚下，秋毫無私。」吳瑗也贊賞道：「屯門臨不測之海，風濤險惡，寇恃火炮為長技，虐焰張甚，士或憚行，公毅然身率之。」
勝利後，汪鋐感慨萬千，做了《駐節南頭喜鄉眷 吳瑗、鄭志銳劃攻屯門彜之策賦之》一詩：
轔轔車馬出城東，攬轡欣逢二老同。
萬里奔馳筋力在，一生精潔鬼神通。
灶田撥鹵當秋日，漁艇牽篷向晚風。
回首長歌無盡興，天高海闊月明中。

## 海戰後續事件
屯門海戰結束後，明政府下令水師見到懸挂葡萄牙旗幟的船隻就將其擊毀，又在新會縣茜草灣發生茜草灣之役，葡人再嘗戰敗。
雖經過兩次失敗，葡萄牙人並未放棄，改爲侵擾福建及浙江沿海。但在這之後直到1541年（明嘉靖20年）的20年間，中國典籍中再沒有佛朗機侵擾廣東沿海的記錄。
1553年（明嘉靖32年），葡萄牙人成功賄賂廣東官員換取在澳門通商權，1573年終于獲明朝政府准許以租地形式在澳門居留，成爲在中國的首个落腳點。

### 引用
1. ↑  漢語多功能字庫·《讀史方輿紀要》地名·廣東·廣州府·清遠縣·東莞守禦千戶所·《讀史方輿紀要》注釋 （页面存档备份，存于）：「南海衛在東莞縣治南。洪武十四年建。○東莞守禦千戶所，在縣南東莞縣舊城內，洪武二十七年置」